# Eickeloh
Eickeloh település Németországban, azon belül Alsó-Szászország tartományban. Lakosainak száma 783 fő (2023. december 31.).

## Népesség
A település népességének változása:
| Lakosok száma | 745  | 765  | 763  | 794  | 798  | 783  |
|               | 2016 | 2017 | 2019 | 2021 | 2022 | 2023 |